# The Man Who Sold the World (пісня)
«The Man Who Sold the World» — пісня Девіда Бові з однойменного альбому 1970 року.
Пісня була записана з музикантами рок-гурту The Spiders from Mars, з яким Бові працював надалі. Її назва була запозичена з науково-фантастичної повісті Роберта Гайнлайна «Людина, що продала Місяць». В пісні співається про те, як головний герой зустрічає свого двійника. Бові розповідав, що намагався «відтворити почуття того, як ти ще юний і знаєш, що частина тебе ще не сформувалась. І тобі ще треба з'ясувати, хто ти насправді є».
Одразу після свого виходу, пісня, як і весь альбом, залишились порівняно непомітними. Лише після успіху наступних двох записів Бові, слухачі та критики звернули увагу на пісні, що передували ері «Зіггі Стардаста». З часом The Man Who Sold The World став вважатись початком «класичного періоду» у творчості музиканта. Зокрема, основний гітарний риф з однойменної композиції є одним з найбільш впізнаваних вступів в рок-музиці.
На пісню «The Man Who Sold the World» було зроблено безліч кавер-версій. Однією з перших стала композиція шотландської співачки Лулу, що була записана під керівництвом самого Бові. Вона вийшла в 1974 році та опинилась досить високо в британському хіт-параді. Але найбільш відомим стало виконання «The Man Who Sold the World» рок-гуртом Nirvana на акустичному концерті для MTV в 1993 році. Багато молодих шанувальників Nirvana вважали, що цю пісню написав Курт Кобейн, і потім були здивовані, що насправді її автором був Девід Бові.